# Кул Галі

Пам'ятник Кул Галі у Казані, Татарстан, 2008

Кул Галі (тат. Кол Гали, чув. Кул Али; *біля 1183 — †1236) — середньовічний булгарський поет, засновник татарської (і чуваської) літератури.
Походив із знатного роду айле. 45 років служив мударрисом в Хорезмі, згодом повернувся до Булгарії, де ймовірно загинув під час монгольської навали.
Кул Галі — автор поеми «Кисса-і Йосиф» (або ж «Юсуф і Зулейха»), написаної старотатарською мовою (мовою тюркі). Довгий час поема існувала лише в рукописах, які поширювалися на всьому просторі Ідель-Уралу. Надрукована «Кисса-і Йосиф» була лише 1839 року.